# Sematophyllum angustifolium
Sematophyllum angustifolium är en bladmossart som beskrevs av Theodor Carl Karl Julius Herzog 1915. Sematophyllum angustifolium ingår i släktet Sematophyllum och familjen Sematophyllaceae. Inga underarter finns listade i Catalogue of Life.